# Washington Redskins 1977
La stagione 1977 dei Washington Redskins è stata la 45ª della franchigia nella National Football League e la 41ª a Washington. Sotto la direzione del capo-allenatore George Allen la squadra ebbe un record di 9-5, classificandosi seconda nella NFC East e mancando l'accesso ai playoff.

## Scelte nel Draft 1977
| Scelte dei Redskins nel Draft 1977 |        |                  |                |          |
| Giro                               | Scelta | Giocatore        | Ruolo          | College  |
| 4                                  | 97     | Duncan McColl    | Defensive end  | Stanford |
| 7                                  | 190    | Reggie Haynes    | Tight end      | UNLV     |
| 9                                  | 246    | Mike Northington | Running back   | Purdue   |
| 10                                 | 273    | James Sykes      | Running back   | Rice     |
| 11                                 | 300    | Don Harris       | Defensive back | Rutgers  |
| 12                                 | 327    | Curtis Kirkland  | Defensive end  | Missouri |

## Roster
| Roster dei Washington Redskins nel 1977 |
| --- |
| Quarterback - 17 Billy Kilmer - 7 Joe Theismann Running Back - 38 Clarence Harmon FB - 35 Calvin Hill - 30 Jim Kiick - 44 John Riggins FB - 22 Mike Thomas Wide Receiver - 88 Danny Buggs - 46 Frank Grant - 42 Charley Taylor Tight End - 84 Jean Fugett - 87 Jerry Smith Offensive Linemen - 56 Len Hauss C - 66 Ted Fritsch Jr. C - 75 Terry Hermeling T - 54 Bob Kuziel C - 62 Dan Nugent G - 64 Ron Saul G - 74 George Starke T - 76 Tim Stokes T Defensive Linemen - 65 Dave Butz DT - 77 Bill Brundige DT - 78 Dallas Hickman DE - 61 Dennis Johnson DE - 71 Karl Lorch DE - 79 Ron McDole DE - 72 Diron Talbert DT Linebacker - 32 Mike Curtis - 59 Brad Dusek - 55 Chris Hanburger - 53 Harold McLinton - 67 Rusty Tillman Defensive Back - 25 Eddie Brown FS - 37 Pat Fischer CB - 27 Ken Houston SS - 20 Joe Lavender CB - 23 Brig Owens SS - 13 Jake Scott FS - 45 Gerard Williams CB Special Team - 4 Mike Bragg P - 3 Mark Moseley K                                       |
| Legenda - I rookie sono in corsivo. - Il primo ruolo è il principale mentre gli eventuali successivi indicano i ruoli secondari. - (IR) sta per Injured Reserve ed indica la lista ristretta per un solo giocatore infortunato che può tornare ad allenarsi dopo la settimana 6 e a rientrare in prima squadra dopo che questa ha giocato 8 partite. - (NF-Inj.) / (NF-Ill.) stanno rispettivamente per Non-Football Injured e Non-Football Illness ed indicano le liste dove viene inserito un giocatore che ha un infortunio o una malattia non dipendente dal football americano. - (PUP) sta per Physically Unable to Perform ed indica la lista dove viene inserito un giocatore mentre è in attesa di recuperare la condizione fisica. Nella stagione regolare dopo la sesta partita giocata dalla propria squadra, il giocatore ha tempo tre settimane per riprendere ad allenarsi, più tre settimane aggiuntive dal suo rientro agli allenamenti per rientrare in prima squadra. |

## Calendario
| Stagione regolare |              |                         |           |        |                        |          |         |
| Turno             | Data         | Avversario              | Risultato | Record | Stadio                 | Pubblico | Sintesi |
| 1                 | 18 settembre | at New York Giants      | S 17–20   | 0–1    | Giants Stadium         | 76,086   | Recap   |
| 2                 | 25 settembre | Atlanta Falcons         | V 10–6    | 1–1    | RFK Stadium            | 55,031   | Recap   |
| 3                 | 2 ottobre    | St. Louis Cardinals     | V 24–14   | 2–1    | RFK Stadium            | 55,031   | Recap   |
| 4                 | 9 ottobre    | at Tampa Bay Buccaneers | V 10–0    | 3–1    | Tampa Stadium          | 58,571   | Recap   |
| 5                 | 16 ottobre   | at Dallas Cowboys       | S 16–34   | 3–2    | Texas Stadium          | 62,115   | Recap   |
| 6                 | 23 ottobre   | New York Giants         | S 6–17    | 3–3    | RFK Stadium            | 53,903   | Recap   |
| 7                 | 30 ottobre   | Philadelphia Eagles     | V 23–17   | 4–3    | RFK Stadium            | 55,031   | Recap   |
| 8                 | 7 novembre   | at Baltimore Colts      | S 3–10    | 4–4    | Memorial Stadium       | 57,740   | Recap   |
| 9                 | 13 novembre  | at Philadelphia Eagles  | V 17–14   | 5–4    | Veterans Stadium       | 60,702   | Recap   |
| 10                | 21 novembre  | Green Bay Packers       | V 10–9    | 6–4    | RFK Stadium            | 51,498   | Recap   |
| 11                | 27 novembre  | Dallas Cowboys          | S 7–14    | 6–5    | RFK Stadium            | 55,031   | Recap   |
| 12                | 4 dicembre   | at Buffalo Bills        | V 10–0    | 7–5    | Rich Stadium           | 22,975   | Recap   |
| 13                | 10 dicembre  | at St. Louis Cardinals  | V 26–20   | 8–5    | Busch Memorial Stadium | 36,067   | Recap   |
| 14                | 17 dicembre  | Los Angeles Rams        | V 17–14   | 9–5    | RFK Stadium            | 54,208   | Recap   |

Nota: gli avversari della propria division sono in grassetto.

## Classifiche
| NFC East            |    |   |   |      |     |      |     |     |     |
|                     | V  | S | P | %    | DIV | CONF | PF  | PS  | STR |
| Dallas Cowboys(1)   | 12 | 2 | 0 | .857 | 7–1 | 11–1 | 345 | 212 | V4  |
| Washington Redskins | 9  | 5 | 0 | .643 | 4–4 | 8–4  | 196 | 189 | V3  |
| St. Louis Cardinals | 7  | 7 | 0 | .500 | 4–4 | 7–5  | 272 | 287 | S4  |
| Philadelphia Eagles | 5  | 9 | 0 | .357 | 2–6 | 4–8  | 220 | 207 | V2  |
| New York Giants     | 5  | 9 | 0 | .357 | 3–5 | 5–7  | 181 | 265 | S2  |